# ساولو رودريجيز دوس سانتوس
ساولو رودريجيز دوس سانتوس (بالبرتغالية: Saulo Rodrigues dos Santos‏) (18 فبراير 1982 بريو فيردي في البرازيل - ) هو لاعب كرة قدم برازيلي في مركز الهجوم. لعب مع سلتا فيغو ونادي أكاديميكا كويمبرا ونادي بيلينينسش ونادي ريو أفي ونافال ونادي مايا ‏ وAEP Paphos FC ‏ ونادي أمريكا لكرة القدم ‏.

## وصلات خارجية
- ساولو رودريجيز دوس سانتوس على موقع قاعدة بيانات كرة القدم.إي يو (الإنجليزية)
- ساولو رودريجيز دوس سانتوس على موقع Soccerway.com (الإنجليزية)